# Eulophia elegans
Espèce
Synonymes
Cyrtopera elegans (Schltr.) Szlach. (2021)
Eulophia elegans est une espèce de plantes à fleurs de la famille des Orchidaceae (les orchidées). L'espèce est trouvée en Afrique, du Sud-Ouest de la Tanzanie et jusqu'au Malawi.

## Publication originale
- Schlechter R., 1915. Bot. Jahrb. Syst. 53: 585.